# Estadi Olímpic de Terrassa
Het Estadi Olímpic de Terrassa is een voetbalstadion in de Catalaanse stad Terrassa. De vaste bespeler is Terrassa FC, een voetbalclub uit de Tercera División. Het stadion heeft een capaciteit van 11.500 plaatsen. 

## Geschiedenis
Het stadion, ontworpen door de Catalaanse architect Pep Bonet, werd op 21 augustus 1960 geopend, omdat het vorige onderkomen van de lokale voetbalclub te klein was geworden.
Het stadion is gebouwd in een gebied in het noorden van de stad waar al diverse sportvelden en zwembaden te vinden waren. Een hockeyveld en een atletiekveld werden door dit project geannexeerd.
In 1991 werd in het kader van de Olympische Zomerspelen 1992 in Barcelona, waarbij Terrassa de hockeywedstrijden zou gaan organiseren, de hele zone gerenoveerd. Het voetbalveld is gedurende dit toernooi gebruikt als hockeyveld voor de Olympische wedstrijden.
Vandaag de dag is er nog steeds een hockeyveld aanwezig op het complex. Het hoofdstadion wordt echter weer gebruikt voor voetbalwedstrijden.

## Voorzieningen
Het stadion dient vandaag de dag vooral voor het faciliteren van voetbalwedstrijden tussen Terrassa FC en zijn tegenstanders. Verder is er op het complex een sportschool, TerrassaSports, waar de leden gebruik kunnen maken van een fitnessruimte, een zwembad, een sauna, squashbanen en een restaurant.